# جون إتش فيريل
جون إتش فيريل (بالإنجليزية: John H. Ferrell)‏ هو عسكري أمريكي، ولد في 15 أبريل 1829 في مقاطعة بيدفورد في الولايات المتحدة، وتوفي في 17 أبريل 1900.